# 스위치: 부춘산거도
스위치: 부춘산거도(天機：富春山居圖, Switch)는 중국에서 제작된 손건군 감독의 2013년 드라마, 액션, 모험, 스릴러 영화이다. 유덕화 등이 주연으로 출연하였다.

## 출연

### 주연
- 유덕화
- 장징추
- 퉁다웨이
- 린즈링

### 조연
- 스친가오와